# Grupo
Grupo är en kulle i Antarktis. Den ligger i Västantarktis. Argentina, Chile och Storbritannien gör anspråk på området.
Terrängen runt Grupo är kuperad österut, men västerut är den platt.  Trakten är glest befolkad. Närmaste befolkade plats är Rothera Research Station, 16,9 kilometer väster om Grupo. 